# Pouran Derakhshandeh
Pouran Derakhshandeh (en persan : پوران درخشنده, Pourān Derakhshandeh) est une réalisatrice, productrice et scénariste iranienne née en 1951 à Téhéran.

## Biographie
Pouran Derakhshandeh est diplômée en réalisation de l'école supérieure de Télévision et de cinéma de Téhéran en 1975. Elle commence sa carrière en réalisant des documentaires pour la télévision de Kermanshah puis de Téhéran.
Elle enseigne dans divers instituts, dont l'Université islamique Azad (1991 à 1993), l'Université de Téhéran (1999) et l'Université (en) de l'Islamic Republic of Iran Broadcasting (IRIB), en 2003.

## Filmographie

### Réalisatrice
- 1986 : Rabete
- 1988 : Parandeyeh koochake khoshbakhti
- 1990 : Passing Through the Mist
- 1990 : Zaman-e az dast rafteh
- 1997 : Bitterland
- 1998 : Eshgh bedoone marz
- 2004 : Sham'i dar baad
- 2005 : Roya-ye khis
- 2009 : Endless Dreams
- 2009 : Khabhaye Donbaledar
- 2013 : Hiss Dokhtarha Faryad Nemizanand
- 2017 : Zire saghfe doodi

### Productrice
- 1986 : Rabete
- 1990 : Zaman-e az dast rafteh
- 1998 : Eshgh bedoone marz
- 2004 : Sham'i dar baad
- 2006 : Roya-ye khis
- 2009 : Bist
- 2009 : Endless Dreams
- 2009 : Khabhaye Donbaledar
- 2013 : Hiss Dokhtarha Faryad Nemizanand
- 2017 : Zire saghfe doodi

### Scénariste
- 1986 : Rabete
- 1990 : Passing Through the Mist
- 1990 : Zaman-e az dast rafteh
- 1998 : Eshgh bedoone marz
- 2004 : Sham'i dar baad
- 2006 : Roya-ye khis
- 2013 : Hiss Dokhtarha Faryad Nemizanand
- 2017 : Zire saghfe doodi

### Actrice
- 1980 : Khane-ye agha-ye Haghdoost

## Distinctions

### Festival du film de Fajr
- 1998 : 
  - Prix spécial du jury Crystal Simrogh pour Kani-manga et Parandeyeh koochake khoshbakhti
  - Prix Crystal Simrogh au meilleur film pour Parandeyeh koochake khoshbakhti
- 2013 : 
  - Prix du public au meilleur film  pour Hiss Dokhtarha Faryad Nemizanand